# Fluchtweg St. Pauli – Großalarm für die Davidswache
Fluchtweg St. Pauli – Großalarm für die Davidswache ist ein deutscher Kriminalfilm des Regisseurs Wolfgang Staudte. Der Farbfilm startete am 15. Oktober 1971 in den bundesdeutschen Kinos.

## Handlung
Zwei Brüder, die unterschiedlicher nicht sein können, treffen in diesem Film aufeinander. Der Bankräuber Willy Jensen entkommt aus einer Hamburger Haftanstalt. Als er seine Beute holen will, muss er feststellen, dass das Haus, in dem sie versteckt war, abgerissen wurde. Sein Bruder Heinz, ein Hamburger Taxifahrer, drängt ihn vergeblich, sich der Polizei zu stellen. Stattdessen tötet Willy bei einem Einbruch in Panik eine Frau und erpresst Heinz, weil er Geld braucht, um ins Ausland flüchten zu können. Aber Kommissar Knudsen und sein Assistent haben bereits Willys Spur aufgenommen. Er flieht in Richtung dänische Grenze und wird dabei von Heinz und der Polizei verfolgt, der er sich nur durch Selbstmord in einem Kieswerk entziehen kann.

## Sonstiges
Der Film mit dem Arbeitstitel Heiße Spur St. Pauli war eine der letzten Kinoproduktionen des Regisseurs Wolfgang Staudte.
Die Außenaufnahmen erfolgten in der Zeit vom 19. Juli 1971 bis zum 18. August 1971 in nur 23 Tagen. Gedreht wurde fast ausschließlich im Hamburger Stadtteil St. Pauli und im Hafen. Wenige Szenen wurden im Hamburger Umland gedreht. Klaus Schwarzkopf wurde im gleichen Jahr als Kommissar Finke in der Fernsehreihe Tatort bekannt.
Kinostart war in Deutschland am 15. Oktober 1971, die Fernseherstausstrahlung erfolgte am 26. September 1981 (ARD).

## Kritiken
„Hintertreppen-Krimi, in dem sich inhaltliche und formale Klischees treffen. Von Staudtes Zorn und Trauer gegenüber gesellschaftlichen Missständen ist nur noch handwerkliche Routine zurückgeblieben.“